# Famille Contenti
 (mai 2025).
Motif : Pas de références
- Archive Wikiwix
- Bing
- Cairn
- DuckDuckGo
- E. Universalis
- Gallica
- Google
- G. Books
- G. News
- G. Scholar
- Persée
- Qwant
- (zh) Baidu
- (ru) Yandex
- (wd) trouver des œuvres sur Wikidata

| 1. | Préciser le motif de la pose du bandeau. | Précisez le motif de la pose du bandeau en utilisant la syntaxe suivante : {{admissibilité à vérifier\|date=mai 2025\|motif=remplacez ce texte par le motif}}                         |
| 2. | Informer les utilisateurs concernés.     | Pensez à avertir le créateur de l'article, par exemple, en insérant le code ci-dessous sur sa page de discussion : {{subst:avertissement admissibilité à vérifier\|Famille Contenti}} |

La famille Contenti est une famille patricienne de Venise.

## Histoire
Une première branche de cette famille anoblie en 1304 se serait éteinte. Une seconde branche a été agrégée à la noblesse de Venise en payant la taxe de 100 000 ducats pour la guerre de Candie en 1686.

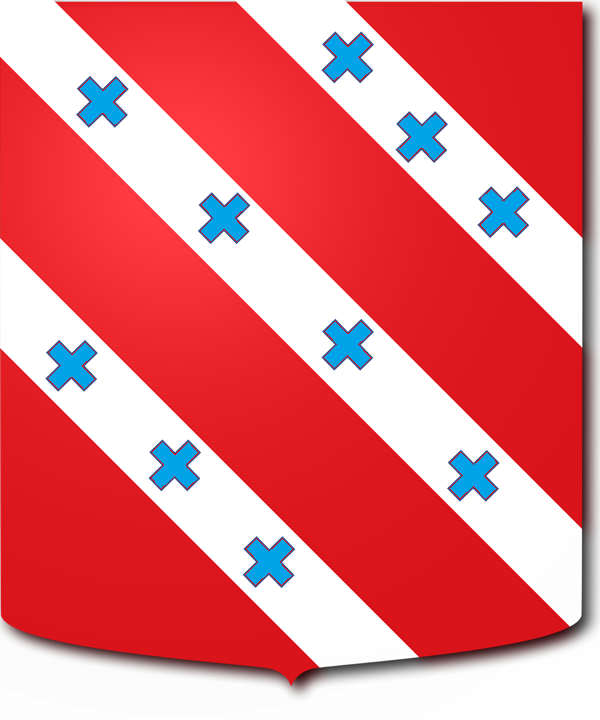
Armes des Contenti

## Armes
Armes : De gueules à trois bandes d'argent chargées de dix croix de sable, quatre sur la bande du milieu.